# Dnevnik (Serbia)
Dnevnik – serbski dziennik regionalny wydawany w Nowym Sadzie. Został założony w 1942 roku jako „Slobodna Vojvodina”.